# Falla N’Doye
Falla N’Doye (1960. március 4. –) szenegáli nemzetközi labdarúgó-játékvezető.

## Pályafutása

### Nemzeti játékvezetés
A játékvezetői vizsgát 1990-ben tette le, pályafutása során hazája legfelső szintű labdarúgó bajnokságának játékvezetője lett. A nemzeti játékvezetéstől 2005-ben, a FIFA 45 éves korhatárát elérve vonult vissza.

### Nemzetközi játékvezetés
A Szenegáli labdarúgó-szövetség Játékvezető Bizottsága 1995-ben terjesztette fel nemzetközi játékvezetőnek, a Nemzetközi Labdarúgó-szövetség (FIFA) bíróinak keretébe. Több válogatott és nemzetközi klubmérkőzést vezetett. A nemzetközi játékvezetéstől 2005-ben, a FIFA 45 éves korhatárát elérve vonult vissza.

#### Világbajnokság
1997-ben Malajziában rendezték a 11. U20-as labdarúgó-világbajnokságot, ahol az Egyesült Arab Emírségek–Anglia (0:5) és a Mexikó–Anglia (0:1) csoportmérkőzéseken, valamint az egyik negyeddöntőben, az Uruguay–Franciaország (1:1) találkozón szolgálta a labdarúgást játékvezetőként. Vezetett mérkőzéseinek száma: 3
Dél-Korea és Japán közösen rendezte a XVII., a 2002-es labdarúgó-világbajnokság döntő mérkőzéseit, ahol egy csoporttalálkozót, a Szaúd-Arábia–Írország (0:3) irányította. Vezetett mérkőzéseinek száma: 1

#### Afrikai Nemzetek Kupája
Burkina Faso rendezte a 21., az 1998-as afrikai nemzetek kupája labdarúgó tornát, ahol kettő csoportmérkőzést, az Angola–Namíbia (3:3) és a Zambia–Mozambik (3:1) vezetett.
Ghána és Nigéria közösen rendezte a 22., a 2000-es afrikai nemzetek kupája labdarúgó tornát, ahol az egyik csoportmérkőzést, a Tunézia–Marokkó (0:0), az egyik negyeddöntő találkozót, a Kamerun–Algéria (2:1) szolgálta játékvezetőként.
Maliban rendezték meg a 23., a 2002-es afrikai nemzetek kupája labdarúgó tornát, ahol kettő csoportmérkőzést, a Libéria–Nigéria (0:1) és a Dél-Afrika–Burkina Faso (0:0) koordinált.
Tunézia hat nagyvárosa adott otthont a 24., a 2004-es afrikai nemzetek kupája labdarúgó rendezvénynek, ahol kettő csoportmérkőzést, a Ruanda–Kongói DK (1:0) és a Nigéria–Marokkó (0:1), az Afrikai Labdarúgó-szövetség (CAF) jelen lévő Játékvezető Bizottsága szakmai munkájának elismeréseként megbízta, a Tunézia–Marokkó (2:1) döntő találkozó irányításával.
A 4 labdarúgó tornán 32 sárga lapot mutatott fel a szabálysértő játékosoknak, ami átlagosa 8 lapot jelez. Figyelemmel a többi nemzetek közötti válogatott mérkőzéseire, megállapítható, hogy az afrikai tornákon a játékosok az elérendő cél érdekében sokkal hevesebben játszanak. Ennek ellenére kiállítással egyetlenegy esetben sem büntetett játékost. Vezetett mérkőzéseinek száma: 9
Vezetett döntőinek száma: 1

#### Olimpia
A 2000. évi nyári olimpiai játékok labdarúgó tornáján egy csoporttalálkozót, a Szlovákia–Japán (1–2) mérkőzést vezette. Vezetett mérkőzéseinek száma: 1

#### Nemzetközi kupamérkőzések
Vezetett Kupa-döntők száma: 9

##### Afrikai Bajnokcsapatok Ligája
A CAF JB felkérésére öt alkalommal vezethette a döntő találkozót.

##### Afrikai Kupagyőztesek Kupája
A CAF JB felkérésére kettő alkalommal vezethette a döntő találkozót.

##### Afrikai Szuper-kupa
A CAF JB felkérésére kettő alkalommal vezethette a döntő találkozót.

## Szakmai sikerek
2006-ban a nemzetközi játékvezetés hírnevének erősítése, hazájában 10 éve a legmagasabb Ligában (osztályban) folyamatosan tevékenykedő, eredményes pályafutása elismeréseként, a FIFA JB felterjesztésére az 1965-ben alapított International Referee Special Award címmel és oklevéllel tüntette ki.